# Plechelm de Roerdalen
 (septembre 2016).
Si vous disposez d'ouvrages ou d'articles de référence ou si vous connaissez des sites web de qualité traitant du thème abordé ici, merci de compléter l'article en donnant les références utiles à sa vérifiabilité et en les liant à la section « Notes et références ».
Saint Plechelm (ou Plechelm de Gueldre) (date inconnue - circa 715, Sint-Odiliënberg) est un saint de l'Église catholique et un saint patron des Pays-Bas. Il est fêté le 15 juillet.

## Biographie
Plechelm, ou Pleghelm (en latin Plechelmus) est un moine bénédictin irlandais. Il entreprend un voyage vers Rome, avec ses compagnons Wiro et Otger. Il devient missionnaire en Northumbrie et aux Pays-Bas. Avec deux compagnons, il fonde l'église de Sint-Odiliënberg qui porte aujourd'hui les noms des trois évangélisateurs. Plechelm meurt vers 715 à Sint-Odiliënberg, il repose dans l'église, reconstruite à l'époque romane.
La basilique d'Oldenzaal aux Pays-Bas lui est dédiée.